# L'Étoile de cristal
L'Étoile de cristal (titre original : The Crystal Star) est un roman de science-fiction écrit par Vonda McIntyre. Publié aux États-Unis par Del Rey Books en 1994,, il a été traduit en français et publié par les éditions Presses de la Cité en 1996,. Ce roman, se déroulant dans l'univers étendu de Star Wars, prend place dix années après les évènements décrits dans Star Wars, épisode VI : Le Retour du Jedi.